# Тапакуло цяткований
Тапакуло цяткований (Acropternis orthonyx) — вид горобцеподібних птахів родини галітових (Rhinocryptidae).

## Поширення
Вид поширений в андських гірських лісах на північному заході Південної Америки (Перу, Еквадор, Колумбія, Венесуела).

## Опис
Птах завдовжки 21-22 см, вагою 80-100 г. Тіло чорного кольору з великими білими плямами, коричневими боками, червоною головою та горлом.